# Гамбатеза
Гамбатеза (итал. Gambatesa) —  коммуна в Италии, располагается в регионе Молизе, в провинции Кампобассо.
Население составляет 1735 человек (2008 г.), плотность населения составляет 41 чел./км². Занимает площадь 42 км². Почтовый индекс — 86013. Телефонный код — 0874.
Покровителем коммуны почитается святой апостол Варфоломей, празднование 24 августа.

## Демография
Динамика населения:

## Администрация коммуны
- Официальный сайт: